# Калькбреннер, Фридрих Вильгельм Михаэль
Фридрих Вильгельм Михаэль Калькбреннер (нем. Friedrich Wilhelm Kalkbrenner, 7 ноября 1784, в карете между Касселем и Берлином — 10 июня 1849, Анген-ле-Бен) — немецкий пианист и композитор, живший во Франции. Сын Кристиана Калькбреннера.

## Биография
Фридрих Калькбреннер родился 7 ноября 1784 года в карете, на пути из Касселя в Берлин. Первые уроки получил от отца. В 1798 году поступил в Парижскую консерваторию, где учился у Луи Адана.
Гастрольные поездки по Германии, Англии, Франции принесли ему большую известность.
В 1814—1823 годах концертировал и преподавал в Лондоне, затем вернулся во Францию. В 1824 году основал с Плейелем фортепианную фабрику, которая вскоре получила всемирную известность.
В Париже держал собственную фортепианную школу, пользовавшуюся большой популярностью, но скорее среди непрофессиональных музыкантов; среди его учеников была, в частности, юная Арабелла Годдард. С Калькбреннером сотрудничал Фредерик Шопен, игравший с ним в четыре руки, однако отказавшийся занять место ассистента в его школе; в итоге ассистентом Калькбреннера стал Камиль Стамати, в дальнейшем также весьма известный педагог.
Многочисленные сочинения Калькбреннера: концерты, рондо, фантазии, трио для фортепиано со струнными, дуэты для фортепиано и скрипки, сонаты для фортепиано — пользовались большим успехом. Однако ещё больший отклик имел его курс игры на фортепиано и упражнения к нему.
Фридрих Вильгельм Михаэль Калькбреннер умер 10 июня 1849 года в результате заболевания холерой, которую лечил, вероятно, самостоятельно. Похоронен в городе Париже на кладбище Монмартр.